# Shane Smeltz
Shane Edward Smeltz, novozelandski nogometaš, * 29. september 1981, Göppingen, Zahodna Nemčija.
Smeltz je nogometni napadalec, ki je od leta 2023 član kluba Guiseley, bil je tudi član novozelandske reprezentance.